# Posizione di Philidor
|   | a                                                                                                | b                                                                                                | c                                                                                                | d                                                                                                | e                                                                                                | f                                                                                                | g                                                                                                | h                                                                                                |   |
| 8 | e4 pedone del nero · f4 re del nero · a3 torre del bianco · h2 torre del nero · e1 re del bianco | e4 pedone del nero · f4 re del nero · a3 torre del bianco · h2 torre del nero · e1 re del bianco | e4 pedone del nero · f4 re del nero · a3 torre del bianco · h2 torre del nero · e1 re del bianco | e4 pedone del nero · f4 re del nero · a3 torre del bianco · h2 torre del nero · e1 re del bianco | e4 pedone del nero · f4 re del nero · a3 torre del bianco · h2 torre del nero · e1 re del bianco | e4 pedone del nero · f4 re del nero · a3 torre del bianco · h2 torre del nero · e1 re del bianco | e4 pedone del nero · f4 re del nero · a3 torre del bianco · h2 torre del nero · e1 re del bianco | e4 pedone del nero · f4 re del nero · a3 torre del bianco · h2 torre del nero · e1 re del bianco | 8 |
| 7 | e4 pedone del nero · f4 re del nero · a3 torre del bianco · h2 torre del nero · e1 re del bianco | e4 pedone del nero · f4 re del nero · a3 torre del bianco · h2 torre del nero · e1 re del bianco | e4 pedone del nero · f4 re del nero · a3 torre del bianco · h2 torre del nero · e1 re del bianco | e4 pedone del nero · f4 re del nero · a3 torre del bianco · h2 torre del nero · e1 re del bianco | e4 pedone del nero · f4 re del nero · a3 torre del bianco · h2 torre del nero · e1 re del bianco | e4 pedone del nero · f4 re del nero · a3 torre del bianco · h2 torre del nero · e1 re del bianco | e4 pedone del nero · f4 re del nero · a3 torre del bianco · h2 torre del nero · e1 re del bianco | e4 pedone del nero · f4 re del nero · a3 torre del bianco · h2 torre del nero · e1 re del bianco | 7 |
| 6 | e4 pedone del nero · f4 re del nero · a3 torre del bianco · h2 torre del nero · e1 re del bianco | e4 pedone del nero · f4 re del nero · a3 torre del bianco · h2 torre del nero · e1 re del bianco | e4 pedone del nero · f4 re del nero · a3 torre del bianco · h2 torre del nero · e1 re del bianco | e4 pedone del nero · f4 re del nero · a3 torre del bianco · h2 torre del nero · e1 re del bianco | e4 pedone del nero · f4 re del nero · a3 torre del bianco · h2 torre del nero · e1 re del bianco | e4 pedone del nero · f4 re del nero · a3 torre del bianco · h2 torre del nero · e1 re del bianco | e4 pedone del nero · f4 re del nero · a3 torre del bianco · h2 torre del nero · e1 re del bianco | e4 pedone del nero · f4 re del nero · a3 torre del bianco · h2 torre del nero · e1 re del bianco | 6 |
| 5 | e4 pedone del nero · f4 re del nero · a3 torre del bianco · h2 torre del nero · e1 re del bianco | e4 pedone del nero · f4 re del nero · a3 torre del bianco · h2 torre del nero · e1 re del bianco | e4 pedone del nero · f4 re del nero · a3 torre del bianco · h2 torre del nero · e1 re del bianco | e4 pedone del nero · f4 re del nero · a3 torre del bianco · h2 torre del nero · e1 re del bianco | e4 pedone del nero · f4 re del nero · a3 torre del bianco · h2 torre del nero · e1 re del bianco | e4 pedone del nero · f4 re del nero · a3 torre del bianco · h2 torre del nero · e1 re del bianco | e4 pedone del nero · f4 re del nero · a3 torre del bianco · h2 torre del nero · e1 re del bianco | e4 pedone del nero · f4 re del nero · a3 torre del bianco · h2 torre del nero · e1 re del bianco | 5 |
| 4 | e4 pedone del nero · f4 re del nero · a3 torre del bianco · h2 torre del nero · e1 re del bianco | e4 pedone del nero · f4 re del nero · a3 torre del bianco · h2 torre del nero · e1 re del bianco | e4 pedone del nero · f4 re del nero · a3 torre del bianco · h2 torre del nero · e1 re del bianco | e4 pedone del nero · f4 re del nero · a3 torre del bianco · h2 torre del nero · e1 re del bianco | e4 pedone del nero · f4 re del nero · a3 torre del bianco · h2 torre del nero · e1 re del bianco | e4 pedone del nero · f4 re del nero · a3 torre del bianco · h2 torre del nero · e1 re del bianco | e4 pedone del nero · f4 re del nero · a3 torre del bianco · h2 torre del nero · e1 re del bianco | e4 pedone del nero · f4 re del nero · a3 torre del bianco · h2 torre del nero · e1 re del bianco | 4 |
| 3 | e4 pedone del nero · f4 re del nero · a3 torre del bianco · h2 torre del nero · e1 re del bianco | e4 pedone del nero · f4 re del nero · a3 torre del bianco · h2 torre del nero · e1 re del bianco | e4 pedone del nero · f4 re del nero · a3 torre del bianco · h2 torre del nero · e1 re del bianco | e4 pedone del nero · f4 re del nero · a3 torre del bianco · h2 torre del nero · e1 re del bianco | e4 pedone del nero · f4 re del nero · a3 torre del bianco · h2 torre del nero · e1 re del bianco | e4 pedone del nero · f4 re del nero · a3 torre del bianco · h2 torre del nero · e1 re del bianco | e4 pedone del nero · f4 re del nero · a3 torre del bianco · h2 torre del nero · e1 re del bianco | e4 pedone del nero · f4 re del nero · a3 torre del bianco · h2 torre del nero · e1 re del bianco | 3 |
| 2 | e4 pedone del nero · f4 re del nero · a3 torre del bianco · h2 torre del nero · e1 re del bianco | e4 pedone del nero · f4 re del nero · a3 torre del bianco · h2 torre del nero · e1 re del bianco | e4 pedone del nero · f4 re del nero · a3 torre del bianco · h2 torre del nero · e1 re del bianco | e4 pedone del nero · f4 re del nero · a3 torre del bianco · h2 torre del nero · e1 re del bianco | e4 pedone del nero · f4 re del nero · a3 torre del bianco · h2 torre del nero · e1 re del bianco | e4 pedone del nero · f4 re del nero · a3 torre del bianco · h2 torre del nero · e1 re del bianco | e4 pedone del nero · f4 re del nero · a3 torre del bianco · h2 torre del nero · e1 re del bianco | e4 pedone del nero · f4 re del nero · a3 torre del bianco · h2 torre del nero · e1 re del bianco | 2 |
| 1 | e4 pedone del nero · f4 re del nero · a3 torre del bianco · h2 torre del nero · e1 re del bianco | e4 pedone del nero · f4 re del nero · a3 torre del bianco · h2 torre del nero · e1 re del bianco | e4 pedone del nero · f4 re del nero · a3 torre del bianco · h2 torre del nero · e1 re del bianco | e4 pedone del nero · f4 re del nero · a3 torre del bianco · h2 torre del nero · e1 re del bianco | e4 pedone del nero · f4 re del nero · a3 torre del bianco · h2 torre del nero · e1 re del bianco | e4 pedone del nero · f4 re del nero · a3 torre del bianco · h2 torre del nero · e1 re del bianco | e4 pedone del nero · f4 re del nero · a3 torre del bianco · h2 torre del nero · e1 re del bianco | e4 pedone del nero · f4 re del nero · a3 torre del bianco · h2 torre del nero · e1 re del bianco | 1 |
|   | a                                                                                                | b                                                                                                | c                                                                                                | d                                                                                                | e                                                                                                | f                                                                                                | g                                                                                                | h                                                                                                |   |

La posizione di Philidor è una posizione nota nella teoria dei finali di scacchi. Prende il nome dallo scacchista francese François-André Danican Philidor che la analizzò profondamente nel 1777. Assume un ruolo fondamentale tra le tecniche con cui, nei finali di torre e pedone contro torre, il giocatore in svantaggio può raggiungere la patta. Viene anche chiamata la difesa della terza traversa per l'importanza che assume la torre nella terza traversa per tagliare il re avversario fuori dal gioco.
Philidor analizzò anche altre due posizioni in relazione ai finali che presero il suo nome: donna contro torre e torre e alfiere contro torre.

## Torre e pedone contro torre
Nel diagramma all'inizio della pagina è illustrata la posizione di Philidor più nota, quella che riguarda i finali di torre e pedone contro torre. Gli aspetti principali della posizione dal punto di vista del difendente (il Bianco nell'esempio) sono:
- il re difendente è sulla casa di promozione del pedone avversario o in una di quelle adiacenti. Il pedone può trovarsi su qualsiasi colonna.
- il pedone non ha ancora raggiunto la sesta traversa (la terza del difendente).
- il re attaccante è dietro la terza traversa del difendente
- la torre difendente è sulla terza traversa e taglia fuori il re avversario da tale traversa.

Il Nero mira a portare il suo re in e3 e minacciare quindi lo scacco matto per costringere il re bianco lontano da e1, la casa di promozione del pedone. La torre bianca sulla terza traversa previene che ciò avvenga. Se il Nero dà scacco al re con la torre dal lato, il Bianco sposta semplicemente il re davanti al pedone alternandolo tra le case e2 ed e1. Se il Nero offre lo scambio delle torri, il Bianco lo accetta finendo in un finale di re e pedone contro re patto.
L'unica speranza del Nero consiste nell'avanzare il pedone. L'idea fondamentale per il difendente è quella di mantenere la torre sulla terza traversa fino all'avanzata del pedone e quindi di dare scacco al re avversario da dietro. Ecco una possibile continuazione:
1...Tb2(?)
2.Tc3 Ta2
3.Tb3 e3
Il Nero prepara Rf3 per poi, se non contrastato, dare matto con la torre o avanzare il pedone. Qui la difesa passiva non funzionerebbe più.
4.Tb8!
Dato che ora il re nero non può più andare in e3, il Bianco può togliere la torre dalla terza traversa e portarla in fondo alla scacchiera in settima od ottava traversa. Si noti che 4.Tb4+?? perde subito per 4...Rf3 col Nero che forza il matto o lo scambio delle torri seguito da Rf2 con la successiva promozione del pedone.
4...Rf3
5.Tf8+ Re4
6.Te8+
Il re nero non può parare gli scacchi senza concedere il pedone, né può avvicinarsi alla torre
6...Rf4
7.Rf8+ Re5
8.Re8+
La torre difendente deve essere sulla settima od ottava traversa perché questa difesa funzioni
Ricapitolando: il difendente deve tenere sempre il proprio re davanti al pedone avversario e la propria torre sulla terza traversa fino all'avanzata del pedone, poi portarsi in settima od ottava traversa e dare scacco al re avversario da dietro. Se l'attaccante prova a portare il proprio re in sesta traversa muovendo la propria torre su quella traversa per bloccare gli scacchi, il difendente scambia semplicemente le torri ed ottiene la patta nel finale di re e pedone contro re che ne consegue.
|   | a                                                                                                  | b                                                                                                  | c                                                                                                  | d                                                                                                  | e                                                                                                  | f                                                                                                  | g                                                                                                  | h                                                                                                  |   |
| 8 | e8 re del nero · a7 torre del bianco · d5 re del bianco · e5 pedone del bianco · f4 torre del nero | e8 re del nero · a7 torre del bianco · d5 re del bianco · e5 pedone del bianco · f4 torre del nero | e8 re del nero · a7 torre del bianco · d5 re del bianco · e5 pedone del bianco · f4 torre del nero | e8 re del nero · a7 torre del bianco · d5 re del bianco · e5 pedone del bianco · f4 torre del nero | e8 re del nero · a7 torre del bianco · d5 re del bianco · e5 pedone del bianco · f4 torre del nero | e8 re del nero · a7 torre del bianco · d5 re del bianco · e5 pedone del bianco · f4 torre del nero | e8 re del nero · a7 torre del bianco · d5 re del bianco · e5 pedone del bianco · f4 torre del nero | e8 re del nero · a7 torre del bianco · d5 re del bianco · e5 pedone del bianco · f4 torre del nero | 8 |
| 7 | e8 re del nero · a7 torre del bianco · d5 re del bianco · e5 pedone del bianco · f4 torre del nero | e8 re del nero · a7 torre del bianco · d5 re del bianco · e5 pedone del bianco · f4 torre del nero | e8 re del nero · a7 torre del bianco · d5 re del bianco · e5 pedone del bianco · f4 torre del nero | e8 re del nero · a7 torre del bianco · d5 re del bianco · e5 pedone del bianco · f4 torre del nero | e8 re del nero · a7 torre del bianco · d5 re del bianco · e5 pedone del bianco · f4 torre del nero | e8 re del nero · a7 torre del bianco · d5 re del bianco · e5 pedone del bianco · f4 torre del nero | e8 re del nero · a7 torre del bianco · d5 re del bianco · e5 pedone del bianco · f4 torre del nero | e8 re del nero · a7 torre del bianco · d5 re del bianco · e5 pedone del bianco · f4 torre del nero | 7 |
| 6 | e8 re del nero · a7 torre del bianco · d5 re del bianco · e5 pedone del bianco · f4 torre del nero | e8 re del nero · a7 torre del bianco · d5 re del bianco · e5 pedone del bianco · f4 torre del nero | e8 re del nero · a7 torre del bianco · d5 re del bianco · e5 pedone del bianco · f4 torre del nero | e8 re del nero · a7 torre del bianco · d5 re del bianco · e5 pedone del bianco · f4 torre del nero | e8 re del nero · a7 torre del bianco · d5 re del bianco · e5 pedone del bianco · f4 torre del nero | e8 re del nero · a7 torre del bianco · d5 re del bianco · e5 pedone del bianco · f4 torre del nero | e8 re del nero · a7 torre del bianco · d5 re del bianco · e5 pedone del bianco · f4 torre del nero | e8 re del nero · a7 torre del bianco · d5 re del bianco · e5 pedone del bianco · f4 torre del nero | 6 |
| 5 | e8 re del nero · a7 torre del bianco · d5 re del bianco · e5 pedone del bianco · f4 torre del nero | e8 re del nero · a7 torre del bianco · d5 re del bianco · e5 pedone del bianco · f4 torre del nero | e8 re del nero · a7 torre del bianco · d5 re del bianco · e5 pedone del bianco · f4 torre del nero | e8 re del nero · a7 torre del bianco · d5 re del bianco · e5 pedone del bianco · f4 torre del nero | e8 re del nero · a7 torre del bianco · d5 re del bianco · e5 pedone del bianco · f4 torre del nero | e8 re del nero · a7 torre del bianco · d5 re del bianco · e5 pedone del bianco · f4 torre del nero | e8 re del nero · a7 torre del bianco · d5 re del bianco · e5 pedone del bianco · f4 torre del nero | e8 re del nero · a7 torre del bianco · d5 re del bianco · e5 pedone del bianco · f4 torre del nero | 5 |
| 4 | e8 re del nero · a7 torre del bianco · d5 re del bianco · e5 pedone del bianco · f4 torre del nero | e8 re del nero · a7 torre del bianco · d5 re del bianco · e5 pedone del bianco · f4 torre del nero | e8 re del nero · a7 torre del bianco · d5 re del bianco · e5 pedone del bianco · f4 torre del nero | e8 re del nero · a7 torre del bianco · d5 re del bianco · e5 pedone del bianco · f4 torre del nero | e8 re del nero · a7 torre del bianco · d5 re del bianco · e5 pedone del bianco · f4 torre del nero | e8 re del nero · a7 torre del bianco · d5 re del bianco · e5 pedone del bianco · f4 torre del nero | e8 re del nero · a7 torre del bianco · d5 re del bianco · e5 pedone del bianco · f4 torre del nero | e8 re del nero · a7 torre del bianco · d5 re del bianco · e5 pedone del bianco · f4 torre del nero | 4 |
| 3 | e8 re del nero · a7 torre del bianco · d5 re del bianco · e5 pedone del bianco · f4 torre del nero | e8 re del nero · a7 torre del bianco · d5 re del bianco · e5 pedone del bianco · f4 torre del nero | e8 re del nero · a7 torre del bianco · d5 re del bianco · e5 pedone del bianco · f4 torre del nero | e8 re del nero · a7 torre del bianco · d5 re del bianco · e5 pedone del bianco · f4 torre del nero | e8 re del nero · a7 torre del bianco · d5 re del bianco · e5 pedone del bianco · f4 torre del nero | e8 re del nero · a7 torre del bianco · d5 re del bianco · e5 pedone del bianco · f4 torre del nero | e8 re del nero · a7 torre del bianco · d5 re del bianco · e5 pedone del bianco · f4 torre del nero | e8 re del nero · a7 torre del bianco · d5 re del bianco · e5 pedone del bianco · f4 torre del nero | 3 |
| 2 | e8 re del nero · a7 torre del bianco · d5 re del bianco · e5 pedone del bianco · f4 torre del nero | e8 re del nero · a7 torre del bianco · d5 re del bianco · e5 pedone del bianco · f4 torre del nero | e8 re del nero · a7 torre del bianco · d5 re del bianco · e5 pedone del bianco · f4 torre del nero | e8 re del nero · a7 torre del bianco · d5 re del bianco · e5 pedone del bianco · f4 torre del nero | e8 re del nero · a7 torre del bianco · d5 re del bianco · e5 pedone del bianco · f4 torre del nero | e8 re del nero · a7 torre del bianco · d5 re del bianco · e5 pedone del bianco · f4 torre del nero | e8 re del nero · a7 torre del bianco · d5 re del bianco · e5 pedone del bianco · f4 torre del nero | e8 re del nero · a7 torre del bianco · d5 re del bianco · e5 pedone del bianco · f4 torre del nero | 2 |
| 1 | e8 re del nero · a7 torre del bianco · d5 re del bianco · e5 pedone del bianco · f4 torre del nero | e8 re del nero · a7 torre del bianco · d5 re del bianco · e5 pedone del bianco · f4 torre del nero | e8 re del nero · a7 torre del bianco · d5 re del bianco · e5 pedone del bianco · f4 torre del nero | e8 re del nero · a7 torre del bianco · d5 re del bianco · e5 pedone del bianco · f4 torre del nero | e8 re del nero · a7 torre del bianco · d5 re del bianco · e5 pedone del bianco · f4 torre del nero | e8 re del nero · a7 torre del bianco · d5 re del bianco · e5 pedone del bianco · f4 torre del nero | e8 re del nero · a7 torre del bianco · d5 re del bianco · e5 pedone del bianco · f4 torre del nero | e8 re del nero · a7 torre del bianco · d5 re del bianco · e5 pedone del bianco · f4 torre del nero | 1 |
|   | a                                                                                                  | b                                                                                                  | c                                                                                                  | d                                                                                                  | e                                                                                                  | f                                                                                                  | g                                                                                                  | h                                                                                                  |   |

Philidor studiò in realtà nel 1777 una posizione che conduce al tipo di posizione illustrata in precedenza. In questa posizione, illustrata nel diagramma 1, con la mossa al Nero si ha:
1...Tb4
Ora la torre raggiungerà la terza traversa e la posizione sarà sostanzialmente analoga alla precedente coi colori invertiti. Se la mossa fosse al Bianco, questi si assicurerebbe la vittoria con un gioco preciso giocando:
1.Re6 Rf8
La minaccia è 2.Ta8#, spostare il re sul lato corto è relativamente meglio
2.Ta8+ Rg7
3.Rd6 Td4+
4.Re7 Tb4
5.e6
eccetera, vincendo.
La posizione di Philidor può essere sfruttata anche in caso di pedone meno avanzato. In questo caso la torre nera può occupare la quarta traversa invece della terza ed il re nero dovrebbe essere almeno sulla seconda traversa. Quando il pedone raggiunge la traversa dove si trova la torre nera, questa si sposta in ottava e dà scacco al re avversario da dietro.

## Donna contro torre
|   | a                                                                           | b                                                                           | c                                                                           | d                                                                           | e                                                                           | f                                                                           | g                                                                           | h                                                                           |   |
| 8 | b8 re del nero · b7 torre del nero · c6 re del bianco · a5 donna del bianco | b8 re del nero · b7 torre del nero · c6 re del bianco · a5 donna del bianco | b8 re del nero · b7 torre del nero · c6 re del bianco · a5 donna del bianco | b8 re del nero · b7 torre del nero · c6 re del bianco · a5 donna del bianco | b8 re del nero · b7 torre del nero · c6 re del bianco · a5 donna del bianco | b8 re del nero · b7 torre del nero · c6 re del bianco · a5 donna del bianco | b8 re del nero · b7 torre del nero · c6 re del bianco · a5 donna del bianco | b8 re del nero · b7 torre del nero · c6 re del bianco · a5 donna del bianco | 8 |
| 7 | b8 re del nero · b7 torre del nero · c6 re del bianco · a5 donna del bianco | b8 re del nero · b7 torre del nero · c6 re del bianco · a5 donna del bianco | b8 re del nero · b7 torre del nero · c6 re del bianco · a5 donna del bianco | b8 re del nero · b7 torre del nero · c6 re del bianco · a5 donna del bianco | b8 re del nero · b7 torre del nero · c6 re del bianco · a5 donna del bianco | b8 re del nero · b7 torre del nero · c6 re del bianco · a5 donna del bianco | b8 re del nero · b7 torre del nero · c6 re del bianco · a5 donna del bianco | b8 re del nero · b7 torre del nero · c6 re del bianco · a5 donna del bianco | 7 |
| 6 | b8 re del nero · b7 torre del nero · c6 re del bianco · a5 donna del bianco | b8 re del nero · b7 torre del nero · c6 re del bianco · a5 donna del bianco | b8 re del nero · b7 torre del nero · c6 re del bianco · a5 donna del bianco | b8 re del nero · b7 torre del nero · c6 re del bianco · a5 donna del bianco | b8 re del nero · b7 torre del nero · c6 re del bianco · a5 donna del bianco | b8 re del nero · b7 torre del nero · c6 re del bianco · a5 donna del bianco | b8 re del nero · b7 torre del nero · c6 re del bianco · a5 donna del bianco | b8 re del nero · b7 torre del nero · c6 re del bianco · a5 donna del bianco | 6 |
| 5 | b8 re del nero · b7 torre del nero · c6 re del bianco · a5 donna del bianco | b8 re del nero · b7 torre del nero · c6 re del bianco · a5 donna del bianco | b8 re del nero · b7 torre del nero · c6 re del bianco · a5 donna del bianco | b8 re del nero · b7 torre del nero · c6 re del bianco · a5 donna del bianco | b8 re del nero · b7 torre del nero · c6 re del bianco · a5 donna del bianco | b8 re del nero · b7 torre del nero · c6 re del bianco · a5 donna del bianco | b8 re del nero · b7 torre del nero · c6 re del bianco · a5 donna del bianco | b8 re del nero · b7 torre del nero · c6 re del bianco · a5 donna del bianco | 5 |
| 4 | b8 re del nero · b7 torre del nero · c6 re del bianco · a5 donna del bianco | b8 re del nero · b7 torre del nero · c6 re del bianco · a5 donna del bianco | b8 re del nero · b7 torre del nero · c6 re del bianco · a5 donna del bianco | b8 re del nero · b7 torre del nero · c6 re del bianco · a5 donna del bianco | b8 re del nero · b7 torre del nero · c6 re del bianco · a5 donna del bianco | b8 re del nero · b7 torre del nero · c6 re del bianco · a5 donna del bianco | b8 re del nero · b7 torre del nero · c6 re del bianco · a5 donna del bianco | b8 re del nero · b7 torre del nero · c6 re del bianco · a5 donna del bianco | 4 |
| 3 | b8 re del nero · b7 torre del nero · c6 re del bianco · a5 donna del bianco | b8 re del nero · b7 torre del nero · c6 re del bianco · a5 donna del bianco | b8 re del nero · b7 torre del nero · c6 re del bianco · a5 donna del bianco | b8 re del nero · b7 torre del nero · c6 re del bianco · a5 donna del bianco | b8 re del nero · b7 torre del nero · c6 re del bianco · a5 donna del bianco | b8 re del nero · b7 torre del nero · c6 re del bianco · a5 donna del bianco | b8 re del nero · b7 torre del nero · c6 re del bianco · a5 donna del bianco | b8 re del nero · b7 torre del nero · c6 re del bianco · a5 donna del bianco | 3 |
| 2 | b8 re del nero · b7 torre del nero · c6 re del bianco · a5 donna del bianco | b8 re del nero · b7 torre del nero · c6 re del bianco · a5 donna del bianco | b8 re del nero · b7 torre del nero · c6 re del bianco · a5 donna del bianco | b8 re del nero · b7 torre del nero · c6 re del bianco · a5 donna del bianco | b8 re del nero · b7 torre del nero · c6 re del bianco · a5 donna del bianco | b8 re del nero · b7 torre del nero · c6 re del bianco · a5 donna del bianco | b8 re del nero · b7 torre del nero · c6 re del bianco · a5 donna del bianco | b8 re del nero · b7 torre del nero · c6 re del bianco · a5 donna del bianco | 2 |
| 1 | b8 re del nero · b7 torre del nero · c6 re del bianco · a5 donna del bianco | b8 re del nero · b7 torre del nero · c6 re del bianco · a5 donna del bianco | b8 re del nero · b7 torre del nero · c6 re del bianco · a5 donna del bianco | b8 re del nero · b7 torre del nero · c6 re del bianco · a5 donna del bianco | b8 re del nero · b7 torre del nero · c6 re del bianco · a5 donna del bianco | b8 re del nero · b7 torre del nero · c6 re del bianco · a5 donna del bianco | b8 re del nero · b7 torre del nero · c6 re del bianco · a5 donna del bianco | b8 re del nero · b7 torre del nero · c6 re del bianco · a5 donna del bianco | 1 |
|   | a                                                                           | b                                                                           | c                                                                           | d                                                                           | e                                                                           | f                                                                           | g                                                                           | h                                                                           |   |

Philidor studiò molte posizioni di finali. Un'altra posizione, chiamata spesso anch'essa posizione di Philidor che studiò sempre nel 1777, riguarda il finale di donna contro torre illustrato nel diagramma.
Se la mossa fosse al Nero, questi perderebbe rapidamente la torre con una forchetta per evitare la minaccia di matto. Ad esempio:
1...Tb1
2.Dd8+ Ra7
3.Dd4+ Ra8
4.Dh8+ Ra7
5.Dh7+
Se la mossa fosse al Bianco, il suo obiettivo sarebbe quello di trovarsi nella stessa posizione, ma con la mossa al Nero per rientrare nell'esempio precedente. Ciò può essere ottenuto con una triangolazione:
1.De5+ Ra8
2.Da1+ Rb8
3.Da5
e ora la posizione è la stessa, ma la mossa è al Nero che si trova così in zugzwang.
John Nunn ha mostrato come con gli stessi pezzi, posti però al centro della scacchiera, la donna dovrebbe forzare la torre avversaria verso la posizione di Philidor. Nunn descrive le varie posizioni di ritirata della torre come difese della quarta, terza e seconda traversa, per poi finire nella posizione di Philidor. La torre può essere catturata in meno di cinquanta mosse evitando così la regola delle cinquanta mosse.

## Torre e alfiere contro torre
|   | a                                                                                                   | b                                                                                                   | c                                                                                                   | d                                                                                                   | e                                                                                                   | f                                                                                                   | g                                                                                                   | h                                                                                                   |   |
| 8 | d8 re del nero · f7 torre del bianco · d6 re del bianco · d5 alfiere del bianco · e2 torre del nero | d8 re del nero · f7 torre del bianco · d6 re del bianco · d5 alfiere del bianco · e2 torre del nero | d8 re del nero · f7 torre del bianco · d6 re del bianco · d5 alfiere del bianco · e2 torre del nero | d8 re del nero · f7 torre del bianco · d6 re del bianco · d5 alfiere del bianco · e2 torre del nero | d8 re del nero · f7 torre del bianco · d6 re del bianco · d5 alfiere del bianco · e2 torre del nero | d8 re del nero · f7 torre del bianco · d6 re del bianco · d5 alfiere del bianco · e2 torre del nero | d8 re del nero · f7 torre del bianco · d6 re del bianco · d5 alfiere del bianco · e2 torre del nero | d8 re del nero · f7 torre del bianco · d6 re del bianco · d5 alfiere del bianco · e2 torre del nero | 8 |
| 7 | d8 re del nero · f7 torre del bianco · d6 re del bianco · d5 alfiere del bianco · e2 torre del nero | d8 re del nero · f7 torre del bianco · d6 re del bianco · d5 alfiere del bianco · e2 torre del nero | d8 re del nero · f7 torre del bianco · d6 re del bianco · d5 alfiere del bianco · e2 torre del nero | d8 re del nero · f7 torre del bianco · d6 re del bianco · d5 alfiere del bianco · e2 torre del nero | d8 re del nero · f7 torre del bianco · d6 re del bianco · d5 alfiere del bianco · e2 torre del nero | d8 re del nero · f7 torre del bianco · d6 re del bianco · d5 alfiere del bianco · e2 torre del nero | d8 re del nero · f7 torre del bianco · d6 re del bianco · d5 alfiere del bianco · e2 torre del nero | d8 re del nero · f7 torre del bianco · d6 re del bianco · d5 alfiere del bianco · e2 torre del nero | 7 |
| 6 | d8 re del nero · f7 torre del bianco · d6 re del bianco · d5 alfiere del bianco · e2 torre del nero | d8 re del nero · f7 torre del bianco · d6 re del bianco · d5 alfiere del bianco · e2 torre del nero | d8 re del nero · f7 torre del bianco · d6 re del bianco · d5 alfiere del bianco · e2 torre del nero | d8 re del nero · f7 torre del bianco · d6 re del bianco · d5 alfiere del bianco · e2 torre del nero | d8 re del nero · f7 torre del bianco · d6 re del bianco · d5 alfiere del bianco · e2 torre del nero | d8 re del nero · f7 torre del bianco · d6 re del bianco · d5 alfiere del bianco · e2 torre del nero | d8 re del nero · f7 torre del bianco · d6 re del bianco · d5 alfiere del bianco · e2 torre del nero | d8 re del nero · f7 torre del bianco · d6 re del bianco · d5 alfiere del bianco · e2 torre del nero | 6 |
| 5 | d8 re del nero · f7 torre del bianco · d6 re del bianco · d5 alfiere del bianco · e2 torre del nero | d8 re del nero · f7 torre del bianco · d6 re del bianco · d5 alfiere del bianco · e2 torre del nero | d8 re del nero · f7 torre del bianco · d6 re del bianco · d5 alfiere del bianco · e2 torre del nero | d8 re del nero · f7 torre del bianco · d6 re del bianco · d5 alfiere del bianco · e2 torre del nero | d8 re del nero · f7 torre del bianco · d6 re del bianco · d5 alfiere del bianco · e2 torre del nero | d8 re del nero · f7 torre del bianco · d6 re del bianco · d5 alfiere del bianco · e2 torre del nero | d8 re del nero · f7 torre del bianco · d6 re del bianco · d5 alfiere del bianco · e2 torre del nero | d8 re del nero · f7 torre del bianco · d6 re del bianco · d5 alfiere del bianco · e2 torre del nero | 5 |
| 4 | d8 re del nero · f7 torre del bianco · d6 re del bianco · d5 alfiere del bianco · e2 torre del nero | d8 re del nero · f7 torre del bianco · d6 re del bianco · d5 alfiere del bianco · e2 torre del nero | d8 re del nero · f7 torre del bianco · d6 re del bianco · d5 alfiere del bianco · e2 torre del nero | d8 re del nero · f7 torre del bianco · d6 re del bianco · d5 alfiere del bianco · e2 torre del nero | d8 re del nero · f7 torre del bianco · d6 re del bianco · d5 alfiere del bianco · e2 torre del nero | d8 re del nero · f7 torre del bianco · d6 re del bianco · d5 alfiere del bianco · e2 torre del nero | d8 re del nero · f7 torre del bianco · d6 re del bianco · d5 alfiere del bianco · e2 torre del nero | d8 re del nero · f7 torre del bianco · d6 re del bianco · d5 alfiere del bianco · e2 torre del nero | 4 |
| 3 | d8 re del nero · f7 torre del bianco · d6 re del bianco · d5 alfiere del bianco · e2 torre del nero | d8 re del nero · f7 torre del bianco · d6 re del bianco · d5 alfiere del bianco · e2 torre del nero | d8 re del nero · f7 torre del bianco · d6 re del bianco · d5 alfiere del bianco · e2 torre del nero | d8 re del nero · f7 torre del bianco · d6 re del bianco · d5 alfiere del bianco · e2 torre del nero | d8 re del nero · f7 torre del bianco · d6 re del bianco · d5 alfiere del bianco · e2 torre del nero | d8 re del nero · f7 torre del bianco · d6 re del bianco · d5 alfiere del bianco · e2 torre del nero | d8 re del nero · f7 torre del bianco · d6 re del bianco · d5 alfiere del bianco · e2 torre del nero | d8 re del nero · f7 torre del bianco · d6 re del bianco · d5 alfiere del bianco · e2 torre del nero | 3 |
| 2 | d8 re del nero · f7 torre del bianco · d6 re del bianco · d5 alfiere del bianco · e2 torre del nero | d8 re del nero · f7 torre del bianco · d6 re del bianco · d5 alfiere del bianco · e2 torre del nero | d8 re del nero · f7 torre del bianco · d6 re del bianco · d5 alfiere del bianco · e2 torre del nero | d8 re del nero · f7 torre del bianco · d6 re del bianco · d5 alfiere del bianco · e2 torre del nero | d8 re del nero · f7 torre del bianco · d6 re del bianco · d5 alfiere del bianco · e2 torre del nero | d8 re del nero · f7 torre del bianco · d6 re del bianco · d5 alfiere del bianco · e2 torre del nero | d8 re del nero · f7 torre del bianco · d6 re del bianco · d5 alfiere del bianco · e2 torre del nero | d8 re del nero · f7 torre del bianco · d6 re del bianco · d5 alfiere del bianco · e2 torre del nero | 2 |
| 1 | d8 re del nero · f7 torre del bianco · d6 re del bianco · d5 alfiere del bianco · e2 torre del nero | d8 re del nero · f7 torre del bianco · d6 re del bianco · d5 alfiere del bianco · e2 torre del nero | d8 re del nero · f7 torre del bianco · d6 re del bianco · d5 alfiere del bianco · e2 torre del nero | d8 re del nero · f7 torre del bianco · d6 re del bianco · d5 alfiere del bianco · e2 torre del nero | d8 re del nero · f7 torre del bianco · d6 re del bianco · d5 alfiere del bianco · e2 torre del nero | d8 re del nero · f7 torre del bianco · d6 re del bianco · d5 alfiere del bianco · e2 torre del nero | d8 re del nero · f7 torre del bianco · d6 re del bianco · d5 alfiere del bianco · e2 torre del nero | d8 re del nero · f7 torre del bianco · d6 re del bianco · d5 alfiere del bianco · e2 torre del nero | 1 |
|   | a                                                                                                   | b                                                                                                   | c                                                                                                   | d                                                                                                   | e                                                                                                   | f                                                                                                   | g                                                                                                   | h                                                                                                   |   |

Un'altra posizione famosa studiata da Philidor che ha preso il suo nome è il finale di torre e alfiere contro torre illustrata nel diagramma. Il Bianco vince perché il suo re ha raggiunto la sesta traversa e il re nero ha una posizione debole. Questa posizione si verifica in genere per una difesa imprecisa da parte del Nero, ciò nonostante, la vittoria non è semplice da raggiungere. Il metodo per vincere è il seguente:
1.Tf8+! Te8
2.Tf7!
minacciando il matto dall'altro lato
2...Te2
Se 2...Te3 segue 3.Tb7. Ora se 3...Rc8 si ha 4.Ta7 e matto in a8 oppure il Nero perde la torre dato che l'alfiere protegge la casa b3 (una delle ragioni per cui il Bianco vuole costringere la torre nera nella terza traversa). Se 3...Tc3 segue 4.Td7+ e il Bianco ha raggiunto la mossa numero 8 del testo. Altre mosse del Nero perdono più in fretta: 2...Th8 3.Ta7 Th6+ 4.Ae6 con matto o perdita della torre. 2...Rc8 3.Ta7 Td8+ 4.Rc6 Rb8 5.Tb7+ Ra8 (5...Rc8 6.Ae6+) 6.Tb1 Ra7 (6...Tc8+ 7.Rd7+) 7.Rc7 con matto o perdita della torre. Il Bianco per vincere deve muovere correttamente l'alfiere.
3.Th7 Te1
4.Tb7
La linea vincente funziona solo se la torre bianca è in b7 o f7.
4...Tc1
oppure 4...Rc8 5.Ta7 Tb1 6.Tf7 Rb8 7.Tf8+ Ra7 8.Ta8+ e il Bianco vince perché la scacchiera ha solo otto traverse.
5.Ab3
Questa è l'idea chiave. Costringe la torre nera sulla terza traversa evitando 5...Td1+. Il Nero è in zugzwang.
5...Tc3
Se 5...Rc8, allora 6.Tb4 Rd8 7.Tf4 Te1 (o 7...Rc8 8.Ad5 Rb8 9.Ta4) 8.Aa4 Rc8 9.Ac6 Td1+ 10.Ad5 Rb8 11.Ta4. Ora il Bianco completa la manovra riportando l'alfiere in d5 con guadagno di tempo.
6.Ae6 Td3+
7.Ad5! Tc3
8.Td7+ Rc8
Se 8...Re8, allora 9.Tg7 e matto in g8 alla mossa successiva, o altrimenti la perdita della torre dato che l'alfiere controlla la casa f3.
9.Th7 Rb8
10.Tb7+ Rc8
11.Tb4 Rd8
Se 11...Td3, 12.Ta4 e matto o perdita della torre dato che l'alfiere controlla la casa b3.
12.Ac4
Parando lo scacco in d3 e tagliando fuori la torre avversaria completamente.
12...Rc8
13.Ae6+ Rd8
14.Tb8+
e matto alla mossa successiva.